# Organisation pour la conservation du saumon de l'Atlantique nord
L' Organisation pour la conservation du saumon de l'Atlantique nord (OSCAN) est une organisation internationale établie par la  Convention pour la conservation du saumon dans l'Atlantique nord du 1er octobre 1983.
La mission de l'organisation est de contribuer à la conservation, au rétablissement, à la mise en valeur et à la gestion judicieuse des stocks de saumon de l’Atlantique nord.
Son siège se situe à Édimbourg, au Royaume-Uni.

## Membres

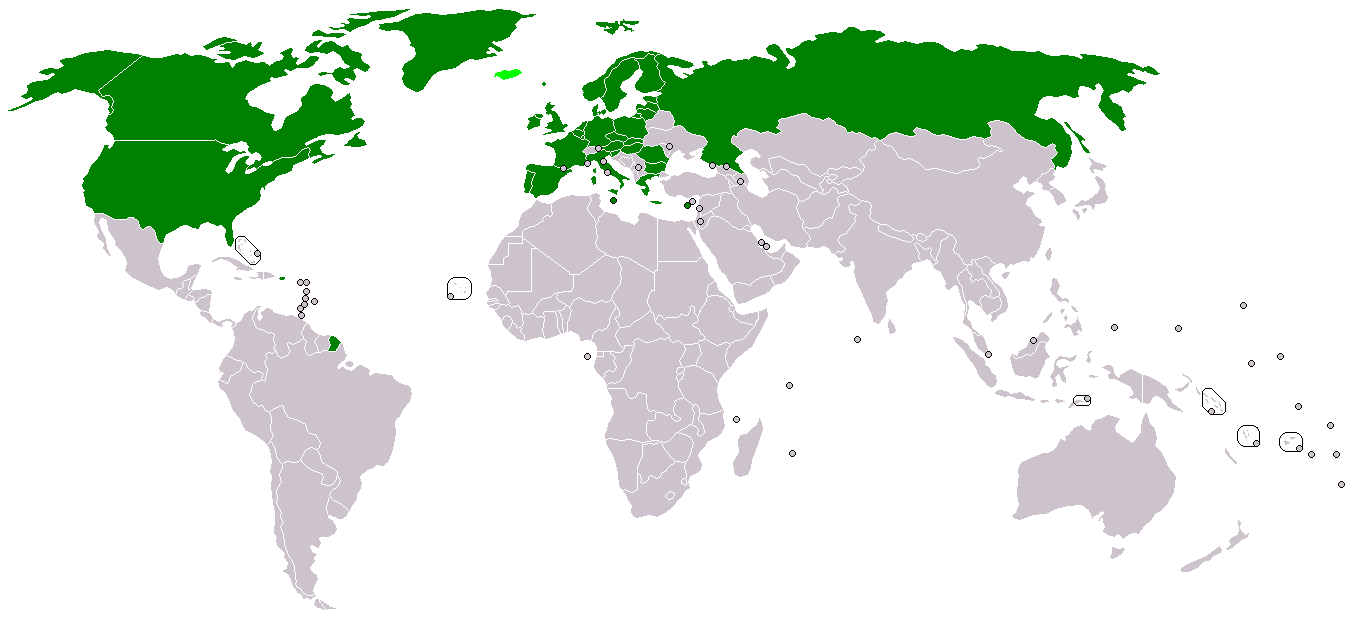
Membres actuels
Autre signataire de la convention

Les membres actuels (depuis 1984) de l'organisation sont le Canada, le Danemark (représentant les îles Féroé et le Groenland), l’Union européenne, la Norvège, la Russie et les États-Unis, ainsi que 33 organismes non gouvernementaux ayant le statut d’observateurs.
Les anciens membres :
- Islande (1984-2009)[2]. L'Islande a quitté l'OSCAN le 31 décembre 2009 à cause de sa situation financière, mais a indiqué qu'elle avait l'intention de ré-adhérer à la Convention lorsque sa situation financière sera rétablie.
- Finlande (1984-1995)[3]. Les droits et les obligations de la Finlande furent transférer à l'Union européenne.
- Suède (1984-1995)[4]. Les droits et les obligations de la Suède furent transférer à l'Union européenne.